# عدد قتلى مذبحة نانجنغ

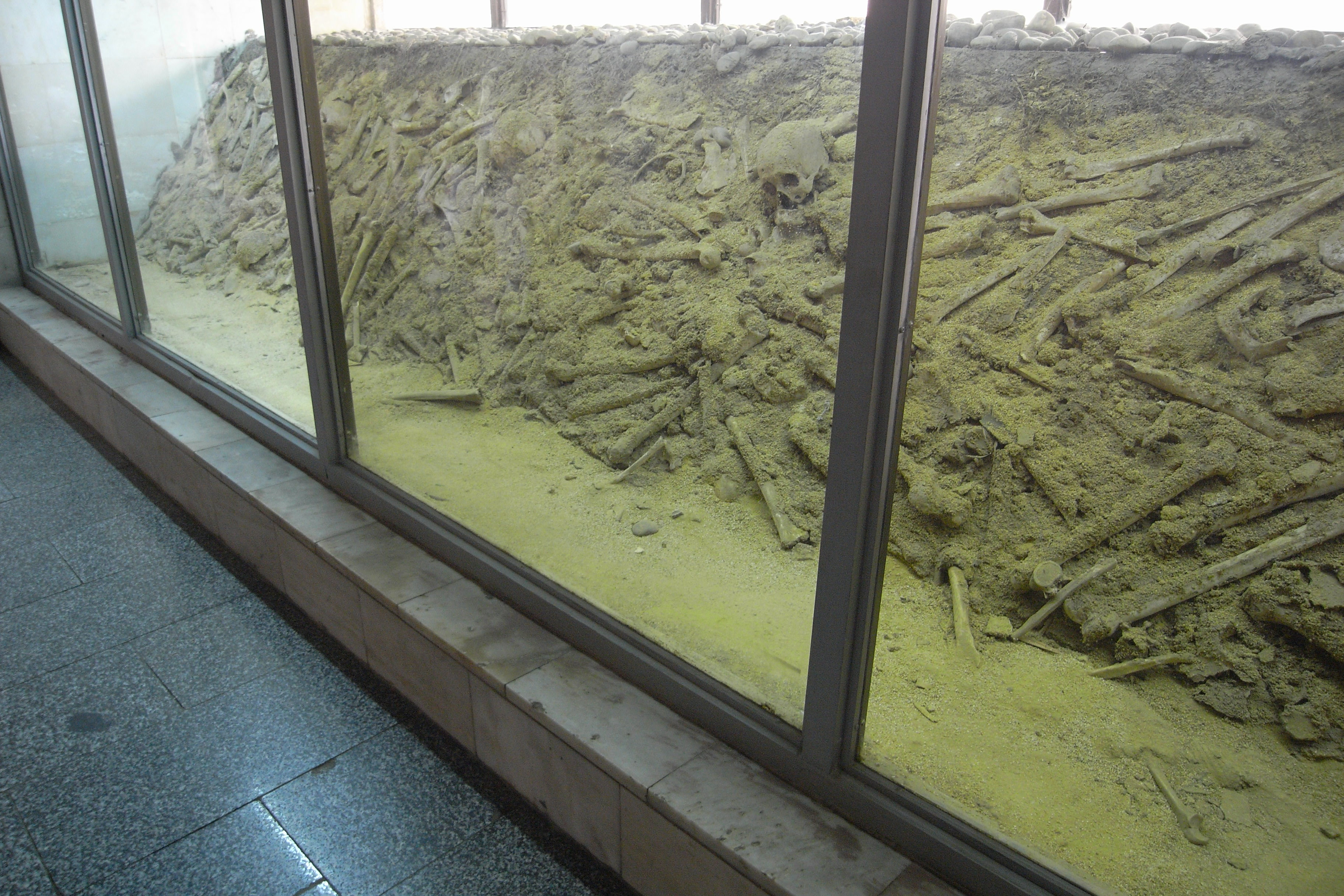
مقبرة جماعية لمذبحة نانجنع.

يُعتبر العدد النهائي لقتلى مذبحة نانجنغ موضوعًا مثيرًا للجدل في التأريخ الصيني والياباني. بعد اندلاع الحرب الصينية اليابانية الثانية، زحف الجيش الإمبراطوري الياباني من شنغهاي على العاصمة الصينية نانجنغ، ورغم ذبح اليابانيين عددًا كبيرًا من أسرى الحرب الصينيين والمدنيين، بعد دخولهم إلى نانكينغ في 13 ديسمبر 1937، ما يزال الرقم الدقيق غير معروفًا. منذ أواخر الستينيات، وبعد صدور أولى الأبحاث الأكاديمية التي تناولت مذبحة نانكينغ، أصبح تقدير عدد قتلى المذبحة موضوعًا رئيسيًا على طاولة النقاش العلمي.
في الوقت الحاضر، تُشير الأرقام الأكثر مصداقية والمتفق عليها على نطاق واسع إلى أن عدد ضحايا المذبحة داخل مدينة نانجنغ بلغ 40,000 شخصًا تقريبًا، ذُبح غالبهم في الأيام الخمسة الأولى من 13 ديسمبر 1937؛ في حين أن إجمالي الضحايا الذين ذُبحوا في نهاية مارس 1938 في كل من نانجنغ والمقاطعات الريفية الست المجاورة لها يتجاوز 100,000 بكثير، ولكن أقل من 200,000. وبالنتيجة، واعتمادًا على الإطار الزمني والجغرافي، فإن عدد الضحايا الذي يمكن التحقق منه تجريبيًا والممكن إثباته علميًا يتراوح بين 40,000 وأقل من 200,000.
ينصبّ صُلب النقاش على صحة سجلات الدفن والتاريخ الشفوي. ثمة جدلٌ أقلّ بشأن مَن مِن القتلى يمكن تصنيفهم على أنهم «ضحايا المجزرة». طُرحت أرقام أقلّ أو أكثر من عدد الضحايا الذين يمكن التحقق منه تجريبيًا وإثباته العلمي مِن قبل المؤرخين التعديليين اليابانيين والحزب الشيوعي الصيني. أحصت بعض أقل التقديرات 10,000 حالة وفاة فقط، بينما لقنت حملة التعليم الوطني التابعة للحكومة الصينية الطلابَ أن 300,000 مدني قُتلوا في نانجنغ.

## خلفية المجزرة
في يوليو 1937 نشبت الحرب في شمال الصين بين الصين واليابان، وبحلول أغسطس امتدّ القتال إلى مدينة شنغهاي. بعد استيلائه على شنغهاي، قرر الجيش الياباني في الأول من ديسمبر متابعة حملته العسكرية في نانكينغ، عاصمة الحكومة القومية الصينية، الواقعة على بُعد 300 كيلومتر تقريبًا غرب شنغهاي. بالرغم من نجاح اليابانيين في محاصرة نانكينغ وهزيمة الحامية الصينية المتمركزة فيها بحلول 13 ديسمبر، لم يستسلم رسميًا سوى أقل القليل من الجنود الصينيين في المدينة. وبدلًا من ذلك خلعوا لباسهم العسكري وألقوا أسلحتهم، واندسوا بين سكان المدينة من المدنيين. وطوال فترة احتلاله لنانكينغ، طارد الجيش الياباني الجنود الصينيين السابقين داخل المدينة وفي معظم الأحيان أعدمهم دون محاكمات. بالتوازي مع ذلك، ارتكب جنود الجيش الياباني أيضًا أعمال قتل عشوائية بحق المدنيين، وتورطوا في عمليات اغتصاب، وإحراق، ونهب. يُطلَق على هذه الأحداث مجتمعةً اسم مذبحة نانكينغ.

## التقديرات المبكرة
تلقت مذبحة نانكينغ تغطية إعلامية دولية في غضون أسبوع من حدوثها، ونُشر أول تقدير لعدد القتلى الإجمالي في 24 يناير 1938 في صحيفة نيو تشاينا ديلي. نقل التقرير عن الصحفي الأسترالي هارولد تيمبرلي قولَه إن 300,000 مدني قُتلوا. بالرغم من ذلك، كان مصدر تمبرلي لهذا الرقم هو الأب الفرنسي جاكوينوت العامل في مجال الإغاثة، الذي كان في شنغهاي وقت وقوع المذبحة، ومن المحتمل أن الرقم شمل كذلك الضحايا المدنيين في معركة شنغهاي. أورد تيمبرلي تقديرًا ثانيًا في كتابه الذي نُشر في وقت لاحق من العام نفسه بعنوان الإرهاب الياباني في الصين، والذي نقل عن «عضو أجنبي في هيئة التدريس بجامعة نانجنغ» قوله إن «ما يقرب من 40 ألف شخص غير مسلح قتلوا داخل نانكينغ وبالقرب منها». وكان مصدر هذه المعلومات هو ماينر سيرل بيتس، وهو أمريكي مقيم في نانكينغ استند في حساباته إلى سجلات الدفن لجمعية الصليب الأحمر المعقوف.
بين ذلك الوقت وأواخر أربعينيات القرن العشرين، استند المراسلون ووسائل الإعلام إلى هذين التقديرين بشكل عام. على سبيل المثال، ذكر إدغار سنو في كتابه الصادر في العام 1941، المعركة من أجل آسيا، أن 42,000 ذبحوا في نانكينغ و300,000 في المجمل في كل من نانكينغ وشنغهاي، وهي أرقام استندت على ما يبدو إلى تلك التقديرات. ذكر فيلم العام 1944، معركة الصين، أن 400,000 قُتلوا في مذبحة نانكينغ.
ومن أولى التقديرات يُذكر تقدير وكالة الأنباء المركزية الحكومية في الصين، والتي ذكرت في فبراير 1938 أن اليابانيين قد ذَبحوا 60,000 إلى 70,000 أسير حرب في نانكينغ. في الشهر نفسه، ادعى مندوب الحكومة القومية الصينية أن اليابانيين قتلوا 20,000 مدني في مذبحة نانكينغ. ومع ذلك، في خطابه الذي ألقاه في العام 1942، رفع شيانج كاي شيك ذلك الرقم إلى «ما يزيد عن 200,000 مدني». في العام 1938 أعلن الجيش الأحمر التابع للحزب الشيوعي الصيني أن إجمالي عدد قتلى المذبحة بلغ 42,000. قدّر جون رابي، الرئيس الألماني للجنة الدولية للمنطقة منزوعة السلاح في نانجنغ، أن ما بين 50,000 و60,000 صيني قد قُتلوا في نانكينغ، مع أن ذلك التقدير شمل كلًا مِن قتلى الجنود والمدنيين.
بعد انتهاء الحرب بين الصين واليابان في العام 1945، حلّت محلّ تلك التقديرات نتائج محاكمتَين لجرائم الحرب، المحكمة العسكرية الدولية للشرق الأقصى ومحكمة جرائم الحرب في نانكينغ. وفقًا لتقديرات محكمة جرائم الحرب في نانكينغ بلغ عدد القتلى أكثر من 300,000، على الرغم من أن المحكمة قيّدت كذلك تقديرات أخرى، منها ما وضَع عدد الضحايا لدى 430,000. أحصت المحكمة العسكرية الدولية للشرق الأقصى ما يصل إلى 155,000 ضحية من ضحايا المذبحة، على الرغم من أن هذا الرقم في حُكمهم على الجنرال إيواني ماتسوي عُدّل شيئًا ما ليبلغ «ما يزيد عن 100,000 شخص». ومع ذلك، لم تبذل جهة الادعاء في هذه المحاكمات سوى القليل من الجهد للتثبّت من دقة تقديرات عدد القتلى، وقد قبلت كلتا المحكمتين قدرًا كبيرًا من البيانات المشكوك فيها والتي تُعتبر الآن فاقدةً لمصداقيتها.
يُعتبر توميو هورا أول مؤرخ قدّم تقديرًا أكاديميًا لعدد القتلى في مذبحة نانكينغ في كتابه الصادر في العام 1967 بعنوان «ألغاز تاريخ الحرب الحديثة»، والذي تبنّى التقدير القائل بأن عدد الضحايا كان 200,000. منذ ذلك الحين، أصبح عدد قتلى المذبحة موضوعًا ساخنًا في النقاش بين المؤرخين في جميع أنحاء العالم. ومع ذلك، تتسبّب الحجج المشحونة بالعاطفة والتدخل السياسي في النقاش في إعاقة الوصول إلى توافق أكاديمي بشأن عدد الأشخاص الذين قتلوا في تلك الواقعة الفظيعة.